# Fryeburg

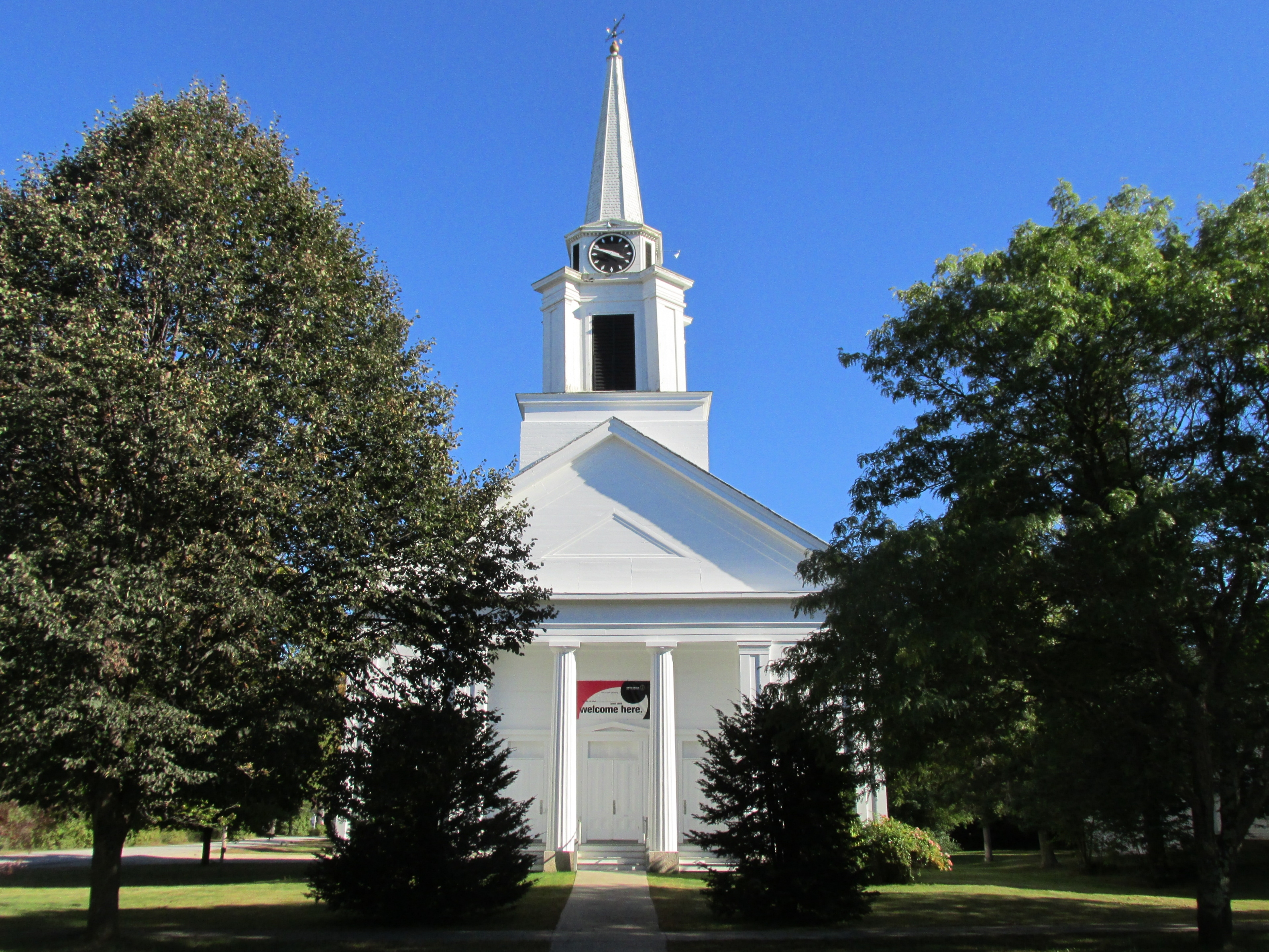

Fryeburg är en kommun (town)  i Oxford County i den amerikanska delstaten Maine med en folkmängd, som uppgår till 3 083 invånare (2000). Den har enligt United States Census Bureau en area på totalt 170,6 km² varav 19,5 km² är vatten. 